# Lumen gentium

Lumen gentium (latin pour « Lumière des nations »), la constitution dogmatique sur l'Église, est l'une des quatre constitutions conciliaires rédigées par le concile Vatican II. Elle fut solennellement promulguée le 21 novembre 1964 par le pape Paul VI, en communion avec les Pères conciliaires, les évêques assemblés l'ayant approuvée par 2 151 voix contre 5.

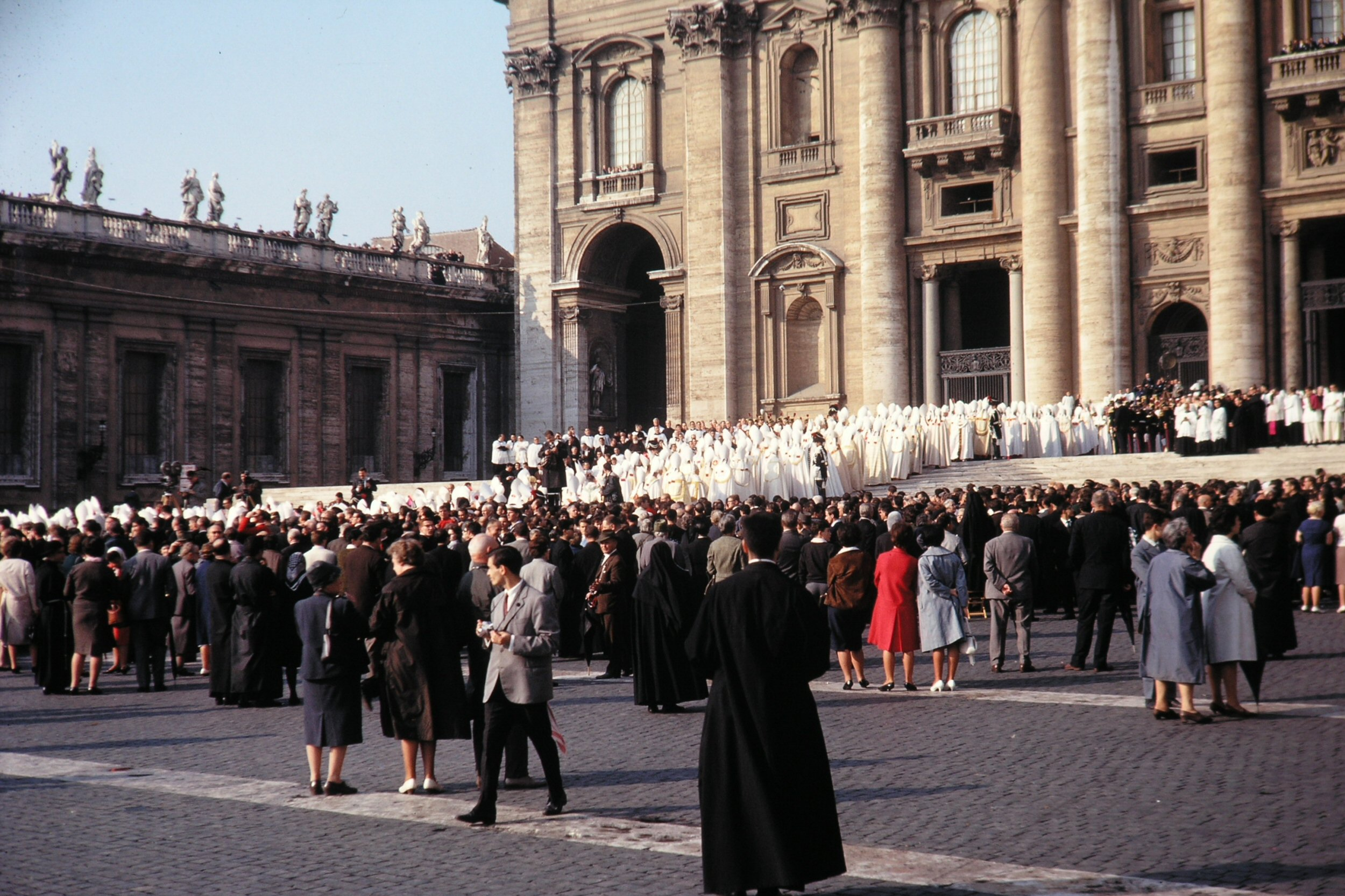
Procession des Pères conciliaires à la basilique Saint-Pierre de Rome, lors du concile Vatican II en octobre 1962.

Elle est partiellement inspirée de l'encyclique Mystici Corporis Christi, promulguée par le pape Pie XII le 29 juin 1943, qui définissait l'Église comme le « corps mystique de Jésus-Christ ». Comme c'est la coutume pour les documents de l'Église catholique, son titre est tiré du début de sa première phrase en latin : « Lumen gentium cum sit Christus » (« Le Christ est la Lumière des nations »).

## Contenu
1. Le mystère de l'Église
2. Le peuple de Dieu
  1. La Nouvelle Alliance et le Peuple nouveau
  2. Le sacerdoce commun
  3. L’exercice du sacerdoce commun dans les sacrements
  4. Le sens de la foi et les charismes dans le peuple chrétien
  5. L’universalité ou « catholicité » de l’unique Peuple de Dieu
  6. Les fidèles catholiques
  7. Les liens de l’Église avec les chrétiens non catholiques
  8. Les non-chrétiens
  9. Le caractère missionnaire de l’Église
3. La constitution hiérarchique de l'Église et en particulier l'épiscopat
4. Les laïcs
5. La vocation universelle à la sainteté dans l'Église
6. Les religieux
7. L'Église en marche : son caractère eschatologique et son union avec l'Église du ciel
8. La bienheureuse Vierge Marie, mère de Dieu dans le mystère du Christ et de l'Église
  1. Préambule
  2. Le rôle de la Sainte Vierge dans l'économie du Salut
  3. La bienheureuse vierge et l'Église
  4. Le culte de la sainte Vierge dans l'Église
  5. Marie, signe d'espérance certaine et de consolation pour le peuple de Dieu en marche

## Faits saillants

### Le mystère de l’Église (chapitre I)
Ce chapitre part du dessein universel de salut du Père, inauguré par la mission du Fils, et continué par la sanctification par l’Esprit Saint. Il articule les différentes images de l’Église, et en particulier celles de l’Église comme royaume et comme corps mystique du Christ. Il présente finalement la nature à la fois visible et spirituelle de l’Église en reprenant l’analogie des deux natures du Christ. Il articule ainsi les deux modèles de l'Église, comme société organisée d'une part et comme corps mystique d'autre part. Ainsi, l’Église continue la mission du Christ avec ses pauvres moyens et ses propres pécheurs. Elle est mystère et sacrement car elle est le signe visible d’une réalité toute spirituelle.

### Peuple de Dieu (chapitre II)
Le texte pose le principe de la possibilité du salut des non-chrétiens, qui ignorant l'Évangile sont « ordonnés au Peuple de Dieu » : les Juifs, « peuple très aimé du point de vue de l’élection, à cause des Pères, car Dieu ne regrette rien de ses dons ni de son appel », des musulmans, « professant avoir la foi d’Abraham », et de tous ceux qui ignorent Dieu, Dieu voulant, comme Sauveur, amener tous les hommes au salut. Il est ici question de « ceux qui, sans qu’il y ait de leur faute, ignorent l’Évangile du Christ et son Église, mais cherchent pourtant Dieu d’un cœur sincère et s’efforcent, sous l’influence de sa grâce, d’agir de façon à accomplir sa volonté telle que leur conscience la leur révèle et la leur dicte, eux aussi peuvent arriver au salut éternel ». 
Lumen gentium affirme, soulignant la possibilité du baptême de désir implicite : « À ceux-là mêmes qui, sans faute de leur part, ne sont pas encore parvenus à une connaissance expresse de Dieu, mais travaillent, non sans la grâce divine, à avoir une vie droite, la divine Providence ne refuse pas les secours nécessaires à leur salut. En effet, tout ce qui, chez eux, peut se trouver de bon et de vrai, l’Église le considère comme une préparation évangélique et comme un don de Celui qui illumine tout homme pour que, finalement, il ait la vie ». 
Lumen gentium n'en affirme pas moins la nécessité pour l'Église catholique de soutenir les missions pour la conversion déplorant que les hommes, égarés dans leurs raisonnements, ont délaissé le vrai Dieu pour des êtres de mensonge, servi la créature au lieu du Créateur. Lumen gentium rappelle le commandement : « Prêchez l’Évangile à toutes créatures. »

### Mariologie (chapitre VIII)
Le chapitre sur Marie fut l'objet de débats. Le plan initial prévoyait un document distinct dédié au rôle de Marie afin de rendre Lumen gentium davantage « œcuménique », c'est-à-dire moins offensif pour les protestants, qui voient l'hyperdulie mariale avec soupçon. Cependant, les pères conciliaires ont souligné, avec l'appui du pape, que le traitement de Marie devait être dans la constitution sur l'Église puisque la place de Marie est dans l'Église.
De son côté, le courant traditionaliste Coetus Internationalis Patrum souhaitait l'établissement d'un document spécifique sur la Vierge Marie et sa place dans l'Église et non pas seulement le chapitre VIII de Lumen gentium. Il était aussi favorable à la proclamation du dogme de « Marie, médiatrice de toute grâce et corédemptrice ».
L'idée retenue a finalement été de donner à la Vierge Marie une place importante dans le document sur l'Église, c'est-à-dire de prendre le parti d'évoquer Marie à travers sa place « dans le mystère du Christ et de l'Église », sans la proclamer « corédemptrice ».